# Barta Mór
Barta Mór, Freund/Freud (Verbó, 1873. augusztus 21. – Budapest, Erzsébetváros, 1953. szeptember 22.) nyelvész, tanár.

## Élete
Freund Herman (Ármin) és Blum Katalin fia. A budapesti rabbiszemináriumot és az egyetemet végezte és miután bölcsészetdoktorátust és középiskolai tanári oklevelet nyert, Losoncon lett gimnáziumi tanár. Lapokba és folyóiratokban jelentek meg tanulmányai. Kiadta, jegyzetekkel és magyarázatokkal ellátta Goethe Egmont-ját. Freud családi nevét 1898-ban változtatta Bartára. Halálát szívkimerülés, végelgyengülés okozta. Felesége Schwartz Hermin volt, akivel 1898. március 19-én kötött házasságot Budapesten.

## Önálló művei
- De dialogo Taciti qui «De Oratoribus» inscribitur (1898)
- Platen szatirikus drámái (1903)
- Platen mint drámaköltő (1906)
- Néhány szó a középiskolai fegyelemről (1906)
- Sémi eredetű német szavak (1907)
- Nálunk használatos idegen szavak etimológiája (1909)
- Népetimologia (1909)
- A német tolvajnyelv héber jargon-elemei (1912)
- Bibliai kifejezések és közmondások (1913)